# Paderno Dugnano
Paderno Dugnano là một đô thị ở tỉnh Milano, vùng Lombardia, Italia. Đô thị này có diện tích 14,1 km2, dân số là 46.023 người (cuối năm 2003). Các đô thị giáp ranh gồm: Senago, Varedo, Cusano Milanino, Cormano, Nova Milanese, Bollate, Novate Milanese, Cinisello Balsamo.